# Нехачево
Нехачево(бел. Няхачава) — деревня в Ивацевичском районе Брестской области Белоруссии. Входит в состав Стайковского сельсовета. Население — 231 человек (2019).

## География
Деревня находится в 10 км к юго-западу от города Ивацевичи. Местность принадлежит бассейну Днепра вокруг деревни существует сеть мелиоративных каналов со стоком в реку Жегулянка, приток Ясельды. С востока к Нехачево примыкает деревня Зелёный Бор. Деревня Нехачево имеет важное транспортное значение, в ней расположена ж/д станция Коссово-Полесское на линии Минск — Брест. Через деревню также проходит автодорога Р2 (дублёр магистрали М1) на участке Ивацевичи — Берёза. Ещё одна дорога ведёт из Нехачево в город Коссово.

## Достопримечательности
- Почтовая станция Нехачево. Построена в 1840-е года. Памятник архитектуры, включена в Государственный список историко-культурных ценностей Республики Беларусь[4]. В настоящее время в здании станции располагается гостиничный комплекс.
- Железнодорожная станция Коссово-Полесское. Здание вокзала начала XX века.
- Кладбище солдат 1-й мировой войны.